# Tasmania Challenger 1990
Il Tasmania Challenger 1990 è stato un torneo di tennis facente parte della categoria ATP Challenger Series nell'ambito dell'ATP Challenger Series 1990. Il torneo si è giocato a Hobart in Australia dal 12 al 18 novembre 1990 su campi in sintetico.

## Vincitori

### Singolare
Simon Youl ha battuto in finale  Jamie Morgan con il punteggio di 7–6, 7–6

### Doppio
Brett Custer /  David Macpherson hanno battuto in finale  Brett Steven /  Sandon Stolle con il punteggio di 6–2, 6–7, 6–4